# 소라
소라(小螺, 영어: horned turban snail)는 복족류 원시복족목 소라과로 분류되는 말린조개 모양의 연체동물이다. 일부 지역에서는 '구쟁이'와 '꾸적 살고동'이라고도 부른다.

## 생김새
껍데기를 기준으로 높이는 10cm, 지름은 8cm이다. 껍데기는 두껍고 딱딱한 석회질로 이루어져 있으며, 모양은 원뿔형이고, 녹갈색인 것이 많다. 껍데기 색깔은 먹이에 따라 변하는데, 예를 들면 미역·대황 등 갈조류만 먹으면 황색이 되지만, 석회조류나 홍조류도 함께 먹으면 녹갈색이 된다. 입은 둥글고 안쪽은 뚜렷한 진주빛이 난다.
속에 든 부드러운 몸은 암녹색이고 더듬이가 길다. 눈은 더듬이의 옆에 조그맣게 붙어있다. 중앙에 팬 홈 양쪽으로 갈라진 갈색을 띤 발바닥을 교대로 움직여 앞으로 나아간다. 위험이 닥칠 때는 껍데기 속으로 들어가서 살의 일부분인 뚜껑으로 껍데기의 입을 닫아 몸을 보호한다. 뚜껑은 각구라고도 부른다. 수컷의 생식선은 황백색과 암컷의 생식선은 초록색이다.

## 생태
암수딴몸이며, 5월에서 8월 사이에 암컷이 지름 0.2mm 정도인 녹색 알을 물 속에 낳으면 수컷이 그 위에 정자를 방출하여 물속에서 수정한다. 수정란에서 부화한 후 3년 정도 되면 다 자란다. 조간대에서 수심 40m까지의 암초에서 해조류를 먹고 산다. 낮 동안은 바위 그늘에 숨어 있고, 해가 진 후부터 활발하게 움직여 먹이를 먹는다.

## 서식지

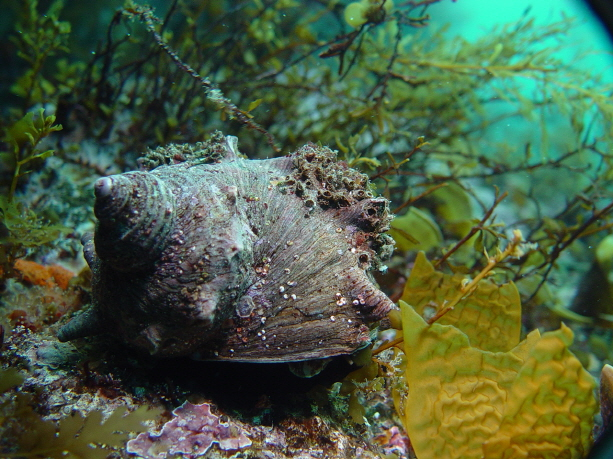

소라는 상대적으로 얕은 연약 해역 (최대 30m 깊이)에서 찾을 수 있다. 마스카렌 제도에서부터 필리핀 등의 남중국해 연안과 일본 열도 주변에 많이 서식한다. 수가 늘어나는 시기는 알을 낳고 난 후인 8월~9월 시기이다.

## 요리로서 이용

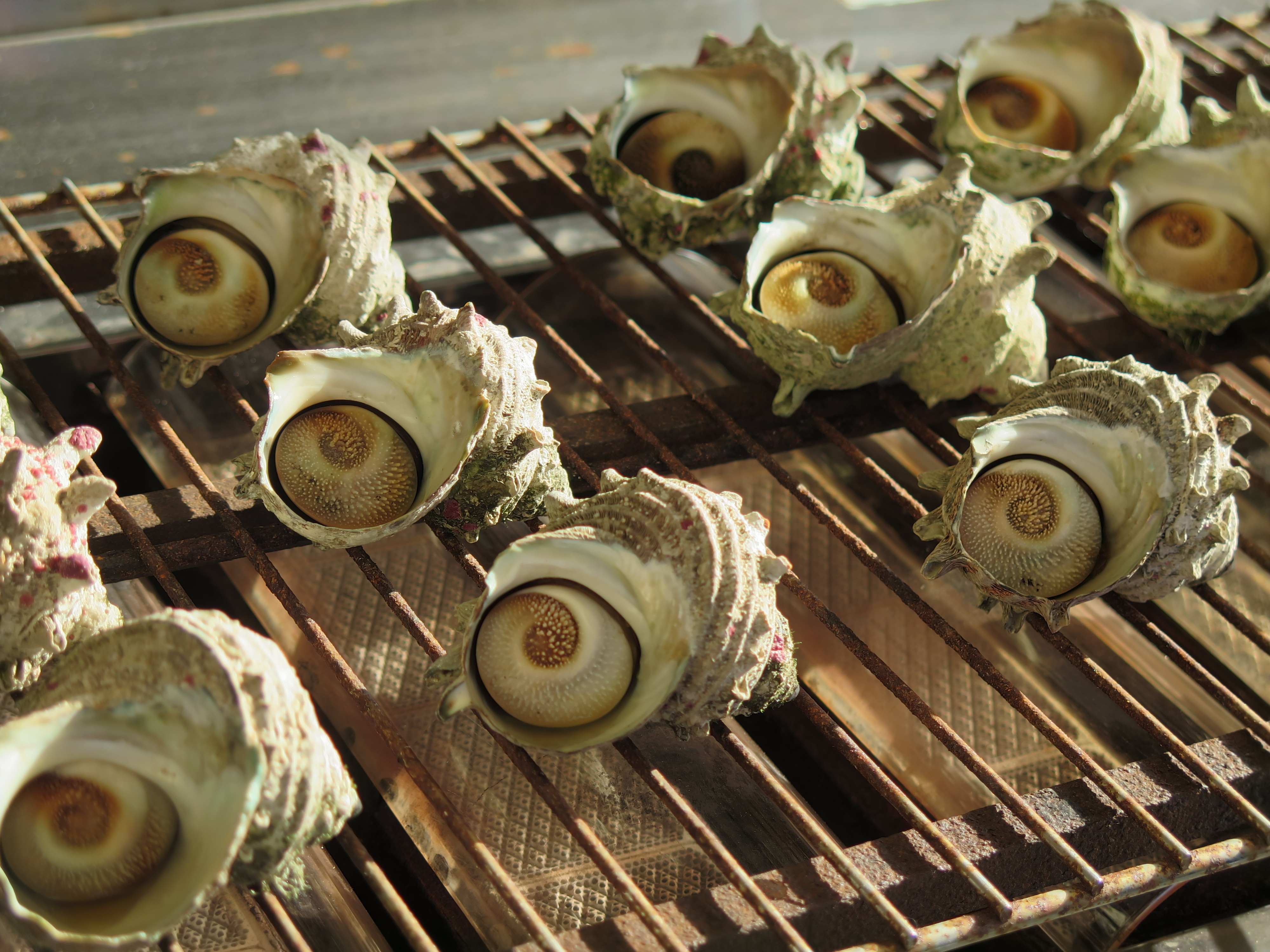
소라 구이 요리

일본에서는 석쇠를 통한 구이 요리로 인기가 높으며, 한국에서도 해물 전문 음식점에서 삶거나 무친 소라 요리를 많이 취급하고 있다. 가장 맛있는 시기는 봄인 3월부터 6월 사이이다. 주로 삶아서 먹기도 하며, 삶은 것을 초무침으로 해서 내놓기도 하며, 회로 먹거나 구워내기도 한다. 열량이 적고 저지방으로 다이어트에 좋다. 술안주로도 좋다. 또 소라는 바다의 특유한 향이 난다고 한다.
살아 있고 살이 위로 빠져나오지 않으며, 손으로 직접 들었을 때 무겁고, 살이 탄력이 있는 것이 좋은 소라이다. 살아 있을 때는 껍질을 빼내기 힘들고 살짝 데치거나 찌면 쉽게 빼낼 수 있다. 소라 살을 뺄 때는 젓가락 등으로 속에 있는 살을 찔러 돌리면서 내장 끝까지 넣은 다음 끊어지지 않도록 천천히 빼어낸다. 생으로 취식할 때는 살을 빼기가 힘들기 때문에 망치와 돌 등으로 껍질을 깨서 살을 먹는다.
취식 전에 손질할 때 내장 속의 침샘을 제거하고 씻어내는 것이 좋다. 소라의 침샘에는 테트라민(테트라메틸암모늄)이라는 독소가 있기 때문에 복통 및 어지럼증을 유발하고 심하면 사망에 이르는 경우도 있다. 그리고 내장 부분부터 상하기 때문에 오래된 소라를 취식할 때는 반드시 내장을 제거해야 한다.